# Volta a Eslovènia
La Volta a Eslovènia (Dirka po Sloveniji  en eslovè) és una competició ciclista per etapes que es disputa a Eslovènia des del 1993. Els dos primers anys la cursa fou per a ciclistes amateurs, però des de 1995 la cursa és oberta a professionals. El seu primer vencedor fou l'eslovè Boris Premuzic. Des del 2005 forma part de l'UCI Europa Tour amb una categoria 2.1. A partir del 2019 passa a tenir una categoria 2.HC i des del 2020 s'integra al calendari de l'UCI ProSeries.

## Palmarès
| Any                  | Vencedor                   | Segon                         | Tercer                 |
| -------------------- | -------------------------- | ----------------------------- | ---------------------- |
| (Cursa amateur)      |                            |                               |                        |
| 1993                 | Boris Premužič             | Srečko Glivar                 | Gorazd Štangelj        |
| 1994                 | Tobias Steinhauser         | Boris Premužič                | Sandi Papež            |
| (Cursa oberta)       |                            |                               |                        |
| 1995                 | Valter Bonča               | Boris Premužič                | Marco Antonio Di Renzo |
| (Cursa professional) |                            |                               |                        |
| 1996                 | Lorenzo Di Silvestro       | Stefano Giraldi               | Marco Antonio Di Renzo |
| 1997 no realitzada   |                            |                               |                        |
| 1998                 | Branko Filip               | Gorazd Štangelj               | Pavel Shumanov         |
| 1999                 | Timothy Jones              | Tadej Valjavec                | Stefano Panetta        |
| 2000                 | Martin Derganc             | Vladimir Miholjević           | Boris Premužič         |
| 2001                 | Faat Zakirov               | Martin Derganc                | Vladimir Miholjević    |
| 2002                 | Ievgueni Petrov            | Dean Podgornik                | Hannes Hempel          |
| 2003                 | Mitja Mahorič              | Jure Golčer                   | Andreas Matzbacher     |
| 2004                 | Mitja Mahorič              | Aliaksandr Kutxinski          | Matic Strgar           |
| 2005                 | Przemysław Niemiec         | Fortunato Baliani             | Radoslav Rogina        |
| 2006                 | Jure Golčer                | Przemysław Niemiec            | Robert Kišerlovski     |
| 2007                 | Tomaž Nose                 | Vincenzo Nibali               | Andrea Noè             |
| 2008                 | Jure Golčer                | Franco Pellizotti             | Robert Kišerlovski     |
| 2009                 | Jakob Fuglsang             | Tomaž Nose                    | Domenico Pozzovivo     |
| 2010                 | Vincenzo Nibali            | Giovanni Visconti             | Chris Anker Sørensen   |
| 2011                 | Diego Ulissi               | Radoslav Rogina               | Robert Vrečer          |
| 2012                 | Janez Brajkovič            | Domenico Pozzovivo            | Kristjan Koren         |
| 2013                 | Radoslav Rogina            | Jan Polanc                    | Patrik Sinkewitz       |
| 2014                 | Tiago Machado              | Ilnur Zakarin                 | Matteo Rabottini       |
| 2015                 | Primož Roglič              | Mikel Nieve Iturralde         | Jure Golčer            |
| 2016                 | Rein Taaramäe              | Jack Haig                     | Jan Bárta              |
| 2017                 | Rafał Majka                | Giovanni Visconti             | Jack Haig              |
| 2018                 | Primož Roglič              | Rigoberto Urán                | Matej Mohorič          |
| 2019                 | Diego Ulissi               | Giovanni Visconti             | Aleksandr Vlàssov      |
| 2020 no realitzada   |                            |                               |                        |
| 2021                 | Tadej Pogačar              | Diego Ulissi                  | Matteo Sobrero         |
| 2022                 | Tadej Pogačar              | Rafał Majka                   | Domen Novak            |
| 2023                 | Filippo Zana               | Matej Mohorič                 | Diego Ulissi           |
| 2024                 | Giovanni Aleotti           | Peio Bilbao López de Armentia | Giulio Pellizzari      |
| 2025                 | Anders Halland Johannessen | Felix Großschartner           | Tao Geoghegan Hart     |